# Templo da Fortuna das Mulheres
O Templo da Fortuna das Mulheres (em latim: Aedes Fortunae Muliebre) foi construído a cinco milhas fora da Porta Capena (hoje, o local onde a porta ficava coincide com a Piazza Capena, perto do Circo Máximo) e dedicado à Fortuna para lembrar como Roma conseguiu escapar de uma batalha contra os volscos liderada pelo general romano desertor Coriolano em Roma.

## Templo
O templo era reservado às matronas romanas, que, com seus prantos e súplicas, conseguiram demover Coriolano de sua tentativa de capturar Roma durante o cerco de Roma, em 488 a.C., depois de fracassadas tentativas dos patrícios de status consular e os pontífices romanos. 
Quando perguntadas sobre qual recompensa as deixaria satisfeitas, elas responderam pedindo a construção de um templo dedicado à Fortuna onde pudesse orar pelo final da guerra. O Senado Romano decretou então que fosse construído naquele lugar, com dinheiro público, o templo solicitado. A primeira sacerdotisa chamava-se Valéria, a mesma que havia proposto que fosse enviada uma delegação de mulheres a Coriolano, incluindo Vetúria, a mãe dele, e Volúmnia, sua esposa.
O templo foi terminado em 486 a.C. e consagrado pelo cônsul Próculo Vergínio Tricosto Rutilo.